# Kostrzewy (województwo łódzkie)
Kostrzewy – wieś w Polsce położona w województwie łódzkim, w powiecie wieruszowskim, w gminie Galewice.
W 2004 roku w Kostrzewach mieszkało 25 osób.
W latach 1975–1998 miejscowość należała administracyjnie do województwa kaliskiego.